# 保罗·凯恩
保罗·凯恩（Paul Kane，1810年9月3日—1871年2月20日），爱尔兰裔加拿大画家，他的画作以描绘加拿大西部和美国西北部的印第安人而闻名于世。
凯恩在多伦多（当时称为约克）长大，自学成才，通过游学欧洲临摹欧洲大师的作品来学习绘画技巧。他两次前往加拿大荒凉的西北部旅行写生。第一次是1845年，从多伦多到苏圣玛丽。他的第二次旅行得到了哈德逊湾公司的资助，因此时间也更长些，从1846年一直到1848年，从多伦多穿过洛矶山脉到达俄勒冈区的温哥华堡和维多利亚堡。
在两次旅行中，凯恩画了大量当地土著居民的写生，并记录了他们的生活。返回多伦多后，凯恩根据他的写生创作了一百多幅油画。他的作品，尤其是写生，如今依然是研究民族学的宝贵资料。

## 早期生活
凯恩出生在当时还是英國統治的爱尔兰科克郡，在迈克尔·凯恩和弗朗西丝·洛赫的八个孩子中排行第五。父亲迈克尔是一个士兵，原籍英国兰开夏郡普雷斯顿，为皇家马队炮兵营服役直至1801年退役，全家搬到了爱尔兰。在1819年到1822年间，凯恩一家移居到上加拿大地区，在约克安顿下来，1834年3月，约克改名为多伦多。

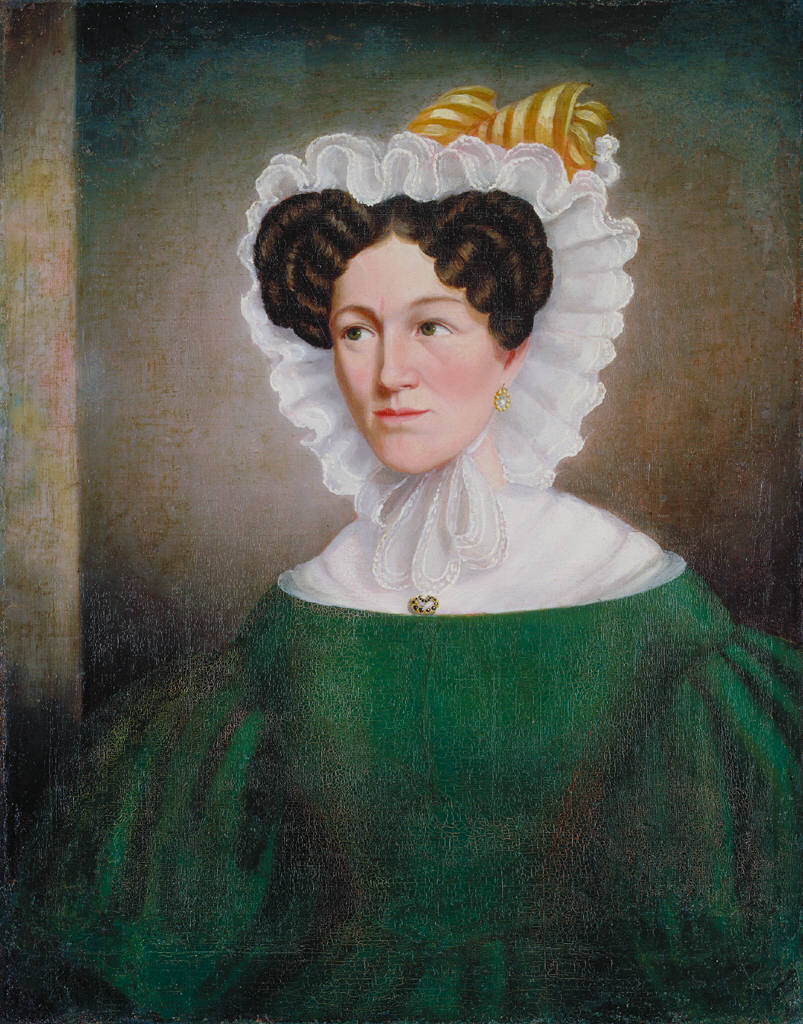
保罗·凯恩早期作品，《克伦奇夫人肖像画》，作于1834年到1836年期间

由于当时约克小镇只有几千人，因此关于凯恩童年生活的资料不多。他曾在上加拿大学院学习，美术老师托马斯·德鲁里教了他一些绘画的技巧。1834年，凯恩在多伦多美术家和爱好者协会举办的第一届（也是唯一一届）展览中展出了一些作品，获得了当地报纸《爱国者报》的好评。
凯恩成为一个招牌和家具的画匠，1834年他搬到了科堡。他为弗里曼·谢默霍恩·克伦奇的家具厂工作，同时也为当地的居民画肖像，其中包括警长和他雇主的夫人。1836年，他移居密歇根州底特律，美国画家詹姆斯·鲍曼就住在那里，他们两人曾在约克会面。鲍曼对凯恩说想成为一个真正的画家，就应该去欧洲学习艺术，凯恩被鲍曼说服，两人约定一起前往欧洲。然而由于资金短缺，凯恩推迟了这次旅行，而鲍曼因为在出发前不久结婚，而不愿意离开家庭，因此这次旅行就搁浅了。接下来的五年，凯恩作为流动肖像画家，游历了美国中西部，最后抵达新奥尔良。
1841年6月，凯恩离开美国，从新奥尔良坐船，三个月后到达法国马赛。由于资金匮乏，他无法成为艺术院校和知名大师的正式学生，于是开始游历欧洲，两年内遍访了所有他可以学习并临摹大师作品的艺术博物馆。1842年秋天前，他一直呆在意大利，之后穿过大圣伯纳山口，移居巴黎，后来又到了伦敦。在伦敦凯恩遇见了美国画家乔治·凯特林，凯特林曾经描绘了大草原的土著美国人，现在正为他的书（意译为：北美印第安人的风俗、习惯及状态的信函和记录）做促销。凯特林在皮卡迪利大街的埃及厅举办讲座，同时展出了他的部分画作。在他的新书中，凯特林认为美国土著人文化已经开始失传，必须在被历史湮没之前保留下来。凯恩很赞同他的观点，决定效仿凯特林，记录加拿大土著居民的文化。
1843年初，凯恩回到了美国亚拉巴马州莫比尔，在那里建立了一间画室，以画肖像为生，直到还清了他去欧洲旅行的费用为止。1844年底或1845年初，他回到了多伦多，马上开始着手准备西部之旅。

## 西北部之行

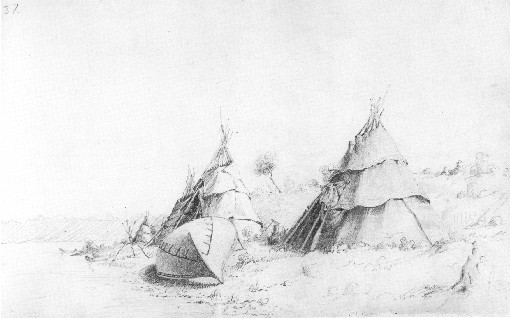
凯恩第一次旅行素描代表作：《乔治亚湾海滨的奥其华帐篷》

1845年6月17日，凯恩独自出发, 沿着五大湖北岸旅行，首先到达索金第一民族地区。 创作了几个星期的写生后，他前往苏必利尔湖和休伦湖之间的苏圣玛丽。他原计划走得更远，但是哈德逊湾公司的一个有经验的高级职员约翰·巴伦登告诉他前面的旅途更为艰苦荒凉，一个人穿过西部区域会遇到很多困难，并建议他在公司的资助下进行这个计划。1821年，哈德逊湾公司與蒙特利尔的竞争对手西北公司合併後，垄断了五大湖西面从太平洋到俄勒冈区大片荒漠地区的毛皮交易，该区域内有上百个分散的哨站。冬天，凯恩回到了多伦多，将写生的素材搬上油画。第二年的春天，他拜访了哈德逊湾公司位于拉欣（现在是蒙特利尔的一部分）的总部，希望公司负责人乔治·辛普森能资助他的旅行计划。辛普森被凯恩的艺术才能所打动，但同时也担心凯恩可能不具备和公司的毛皮商队一同旅行的毅力。他同意凯恩乘坐公司的独木舟仅仅到达温尼伯湖，然后根据凯恩的表现决定是否资助整个旅行。同时，他委托凯恩为他描绘印第安人的生活。

### 西行

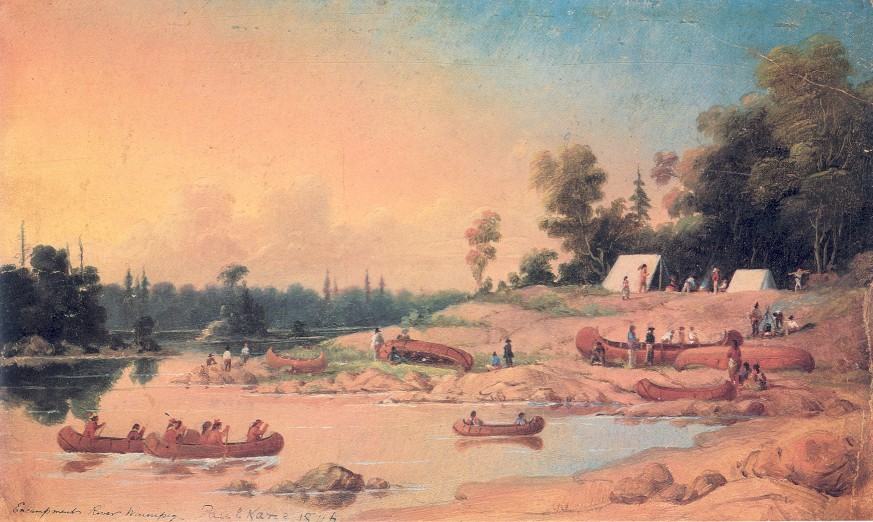
凯恩野外素描作品，《独木舟队在温尼伯湖野营》，作于1846年6月10日

1846年5月9日，凯恩乘坐轮船从多伦多出发，前往苏圣玛丽加入独木舟队。但是有一个夜晚轮船停留在岸边，次日早上凯恩错过了轮船, 轮船提前出发了,于是他不得不乘坐独木舟去追赶轮船。在他到达苏圣玛丽时，独木舟商队已经离开，他只好独自驾驶帆船前往桑德湾的威廉堡。5月24日，他终于在卡米尼斯蒂奎亚河距威廉堡35公里处赶上了独木舟队。
6月4日，凯恩抵达弗朗西斯堡，辛普森同意他继续前行。他的下一站是紅河殖民地（靠近今日的温尼伯）。在那里，他进行了为期三周的骑马远足，加入麦士蒂索人狩猎野牛的队伍，到达达科他苏族人生活的区域。6月26日，凯恩目睹并参与了一次大规模的北美野牛狩猎，北美野牛在后来的几十年内被成批獵殺，几近灭绝。之后凯恩继续乘独木舟或轮船，经过挪威豪斯，沿着萨斯喀彻温河到达卡尔顿堡。然后，他又骑马前往埃德蒙顿堡观看了克里族狩猎野牛的活动。

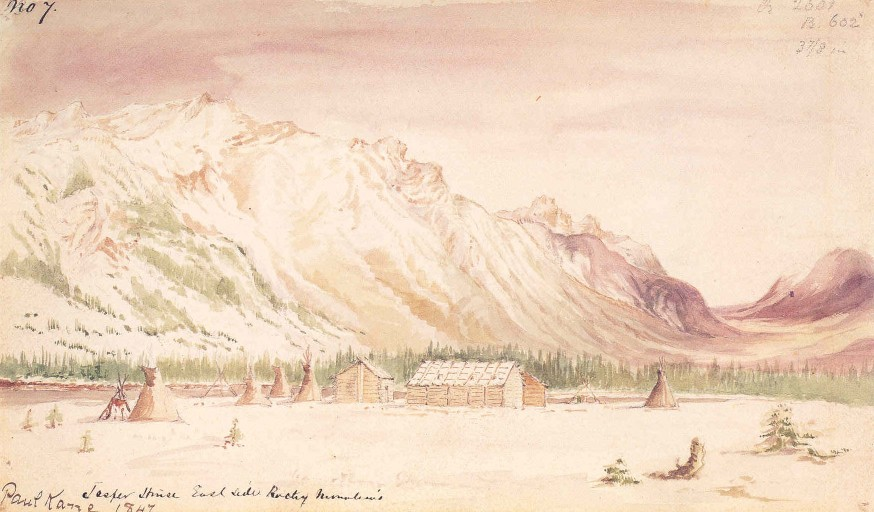
凯恩素描作品，《贾斯伯》，作于1846年

1846年10月6日，凯恩离开埃德蒙顿堡前往阿西尼博因堡，和独木舟队一起沿着阿萨巴斯卡河于11月3日到达贾斯珀。他加入了一支大型马队准备向西进发，但是由于当年阿萨巴斯卡山口积雪过深，他们只好将马送回贾斯伯，改为穿雪鞋步行。11月12日，他们穿过了山口，3天后加入了一支船队，沿哥伦比亚河而下。

### 俄勒冈区

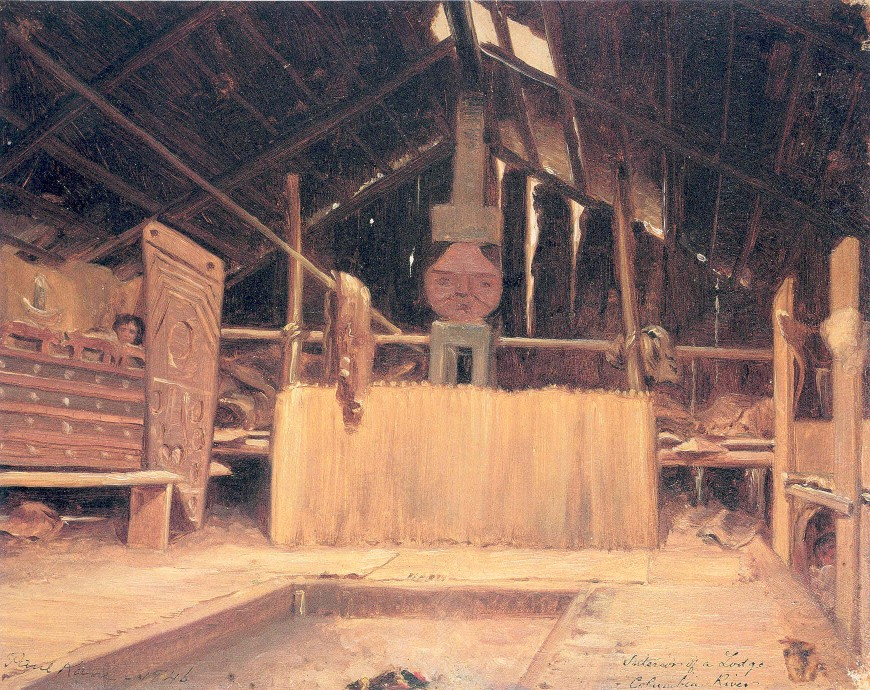
保罗·凯恩作品，《哥伦比亚河流域礼堂内部》，作于1846年

1846年12月8日，凯恩终于抵达了温哥华堡，温哥华堡是哈得逊湾公司设在俄勒冈区的地区总部。他在那里度过了整个冬天，记录奇努克族和附近其它民族人的生活，期间也有几次短期旅行，包括一次为期三周的穿越威拉米特山谷的远足。他非常喜欢温哥华堡的生活，并和加拿大探险家彼得·斯基恩·奥格登结为好友。
1847年3月25日，凯恩开始了新的旅途，前往维多利亚堡。1846年，《俄勒冈条约》规定洛矶山脉北纬49度作为加拿大和美国的国界线。凯恩沿考利兹河而上，在圣海伦火山附近地区和当地土著居民生活了一个星期，接着骑马到达尼斯阔利（今日的塔科马），之后坐船抵达维多利亚堡。他在温哥华岛以及胡安·德富卡海峡和乔治亚海峡之间的区域游访两个月，画了大量关于土著美国人生活的写生。6月中旬凯恩返回温哥华堡，7月1日启程返回东部。

### 再次穿越洛矶山脉
7月中旬凯恩到达沃拉沃拉堡，他还绕道去拜访了威特曼教会，几个月后威特曼屠杀就发生在那里。他和马克斯·威特曼一起探访了卡尤塞族居住的地方，他还甚至为托马汉斯画了一张像，托马汉斯就是后来杀死威特曼一家的凶手。在凯恩的旅行笔记中记录到当时卡尤塞族人和教会的创建人之间的关系就不太融洽。

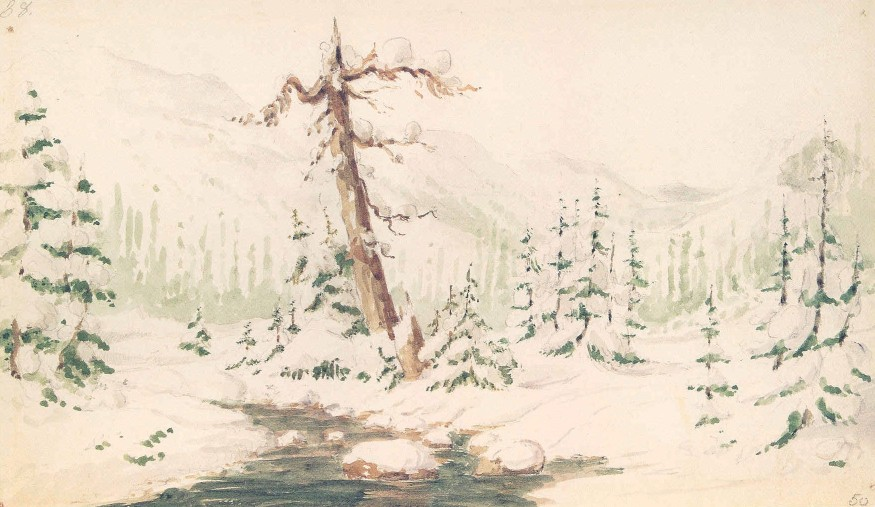
凯恩作品，《冬天的洛矶山脉》，作于1846年

凯恩和一个向导一起骑马穿过大吉力到达科尔维尔堡，停留了6个星期，描绘当地人的生活。当时正好是三文鱼产卵季节，他还参加了当地居民在凯特尔瀑布下游的捕鱼野营。1847年9月22日，凯恩加入了一支沿哥伦比亚河往上的独木舟船队，并于10月10日到达波特营地。在那里，他们不得不停下来三周等待来自贾斯伯的马队到来。之后，他们轮换了工作，马队的人转而驾驶独木舟沿哥伦比亚河而下，凯恩所在的船队的人则带着货物乘坐马匹继续他们的旅程前往阿萨巴斯卡山口。尽管天气寒冷，积雪很深，他们还是成功地将所有的马带回了贾斯伯。然而在贾斯伯等待他们的船已经离开，他们只好穿着雪鞋，带着狗拉雪橇步行前往阿西尼博因堡。这一段路途异常艰苦，最后两周甚至连食物也很匮乏。在阿西尼博因堡短暂休息几天后，他们继续前行到达埃德蒙顿堡，并在那里度过了冬天。
凯恩在埃德蒙顿堡再次参与了野牛捕猎，并画了很多关于附近的克里族的写生。1848年1月，他短途旅行到皮特堡，皮特堡位于萨斯喀彻温河下方200英里处，之后返回埃德蒙顿堡。4月份，他前往洛矶山脉豪斯，期望能够遇见黑腳人，结果失望而返。

### 返回东部

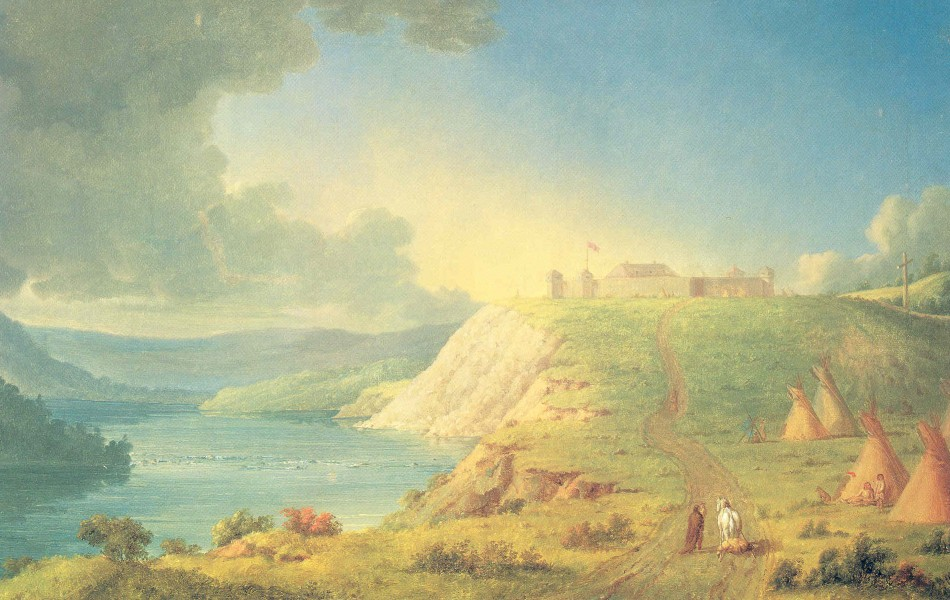
第二座埃德蒙顿堡建造在萨斯喀彻温河上方高地，第一座位于河畔，几度被洪水冲毁。

1848年5月25日，凯恩离开埃德蒙顿堡，加入一支共有23艘船和130人的船队，前往約克廠。6月1日，船队遇上了1500名黑腳人和其它种族的人，他们准备突袭克里人和阿西尼玻人。在这种情形下，凯恩结识了黑腳人的首领。船队决定停止休息，尽快赶路。6月18日，他们抵达挪威豪斯，凯恩在当地停留了一个月，等待哈得逊湾公司年度会议的举行，这次会议决定他不能得到新的资助，因此他的旅行也即将结束。7月24日，他和参加会议的人员沿着温尼伯湖的东岸到达亚历山大堡，接着凯恩沿着两年前的西行路线：乘坐独木舟沿着伍兹湖、弗朗西斯堡、雷尼湖到达威廉堡，之后沿着苏必利尔湖北岸于1848年10月1日到达苏圣玛丽。在那里他乘坐轮船于10月13日返回多伦多。在他的书中写道，“在经历了最艰苦的旅行后，现在我很难在文明的床上进入梦乡。”

## 多伦多的生活

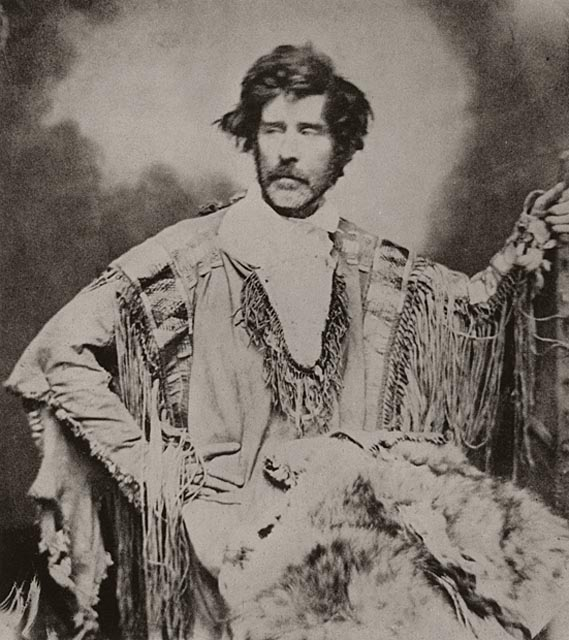
保罗·凯恩的照片，1850年

凯恩在多伦多定居下来，1849年他曾经作为向导和翻译带领一个英国团体访问过西部，不过只是到达紅河殖民地而已。1848年11月，他的240幅写生作品在多伦多公开展出，获得巨大成功。1852年9月，第二场展览包括8幅根据写生创作的油画，也得到好评。 政治家乔治·威廉·爱伦注意到了这位艺术家，并成为他最重要的赞助者，1852年委托凯恩创作100幅油画，价格为2万加元，凯恩也因此成为职业画家。1851年凯恩还成功说服加拿大国会订购他的12幅油画，总价500英镑，并于1856年完成这项工作。
1853年，凯恩和他以前在科堡的雇主的女儿哈丽特·克伦奇（1823年-1892年）结婚。多伦多大学现代历史学家戴维·威尔逊曾在报告中提到克伦奇也是一个非常有才华的画家和作家。他们一共育有四个孩子，两个男孩和两个女孩。
直到1857年，凯恩才完成了他的任务，超过120幅油画分别交给了艾伦、辛普森和国会。他的作品于1855年在巴黎世界博览会展出，引起了轰动。由于维多利亚女王的关注，1858年其中部分画作被送到白金汉宫。这段时期，凯恩也准备将他旅行时的笔记手稿送到伦敦的一家出版社出版。由于他没有得到出版社的答复，因此亲自前往伦敦，并在辛普森的资助下于1859年出版了该书，书名为：《Wanderings of an Artist among the Indians of North America from Canada to Vancouver's Island and Oregon through the Hudson's Bay Company's Territory and Back Again》（意译为“在北美印第安漫游的画家：穿越哈得逊湾公司领地，从加拿大到温哥华岛及俄勒冈区”），书中配有他的写生和油画作品的插图。凯恩将这本书献给爱伦，也因此导致辛普森的不快，和他断绝了关系。书出版后，迅速销售一空，不得不于1863年再版。
1860年代，凯恩的视力下降得很快，不能象以前一样全力绘画。弗雷德里克·阿瑟·弗纳被凯恩的西部之旅和作品感动，成为凯恩的助手和朋友。弗纳为老年凯恩画了三张像，现在依然收藏在皇家安大略博物館。1871年2月20日一个冬日的早晨，凯恩结束日常的工作回到家里，之后不久突然离世。他被安葬在圣詹姆斯墓地。

## 作品
凯恩一生作品数量很多，在两次西部旅行时创作了超过700幅写生，之后在多伦多的工作室又创作了100多幅油画。约翰·哈珀如此评价在凯恩旅行之前在约克和科堡的肖像作品，“它们很手法很简单，但是很有感染力，暖色调的运用使他们变得吸引人注意。” 而他在美国作为流动肖像画家时创作的作品以及在欧洲游学的时候临摹大师的作品数量不详。
凯恩因描绘美国土著民族的生活而著名。他的写生作品丰富，有铅笔，水彩和油彩。他还带回了旅行期间收集的种类繁多的艺术品，包括面具等手工艺品。这些都是他以后工作室作品的基础，他将这些素材组合运用，融入到大型油画作品中。他的写生是研究民族学的非常有价值的资料，而油画作品，虽然也生动地刻画了美国土著民族生活，但是由于是再创作，而不能作为地理、历史和民族学研究的直接参考证据。

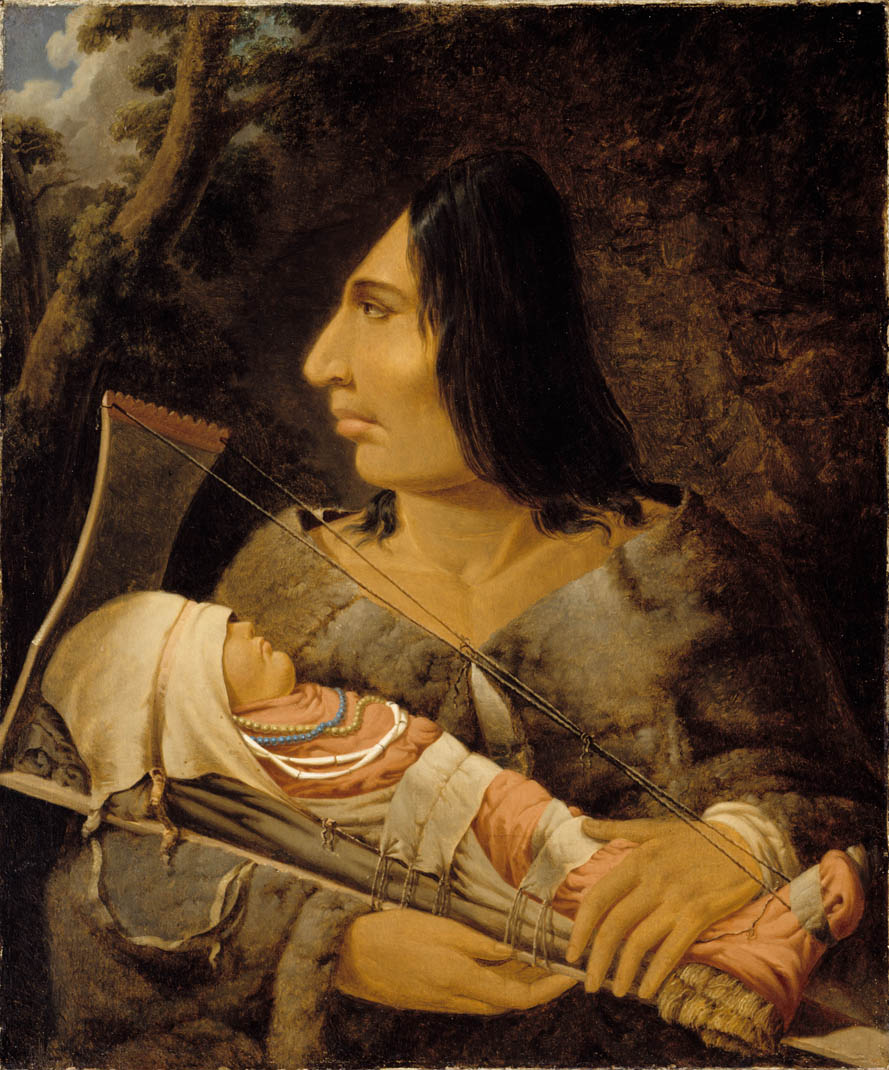
《平头族妇女和孩子》，1848–53年

《平头族妇女和孩子》（Flathead woman and child）是凯恩的这种再创作手法的一个例子，他的一张写生里描绘了一个奇努克族孩子，该孩子头部被木板压着，来达到强制头骨变平的目的，这也是当地民族的一种风俗。凯恩将这幅写生和在其它地区画的另一张写生考利兹妇女结合在一起，创作出《平头族妇女和孩子》。另一个例子是《休伦湖畔印第安人营地》（Indian encampment on Lake Huron），该作品主要基于1845年他第一次去苏圣玛丽时的一幅写生作品，在油画中，他加入独特的浪漫主义技巧，强调了光线和梦幻般的云彩，画中描绘的野营生活就像欧洲理想化的田园生活的怀旧版。

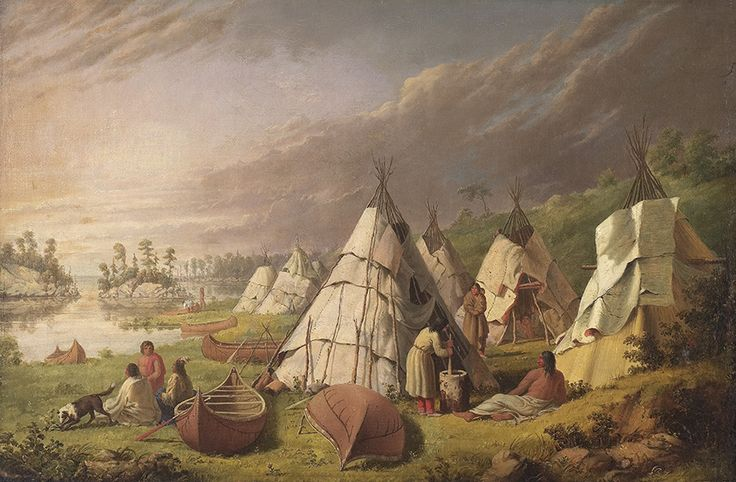
《休伦湖畔印第安人营地》，作于1848–50年

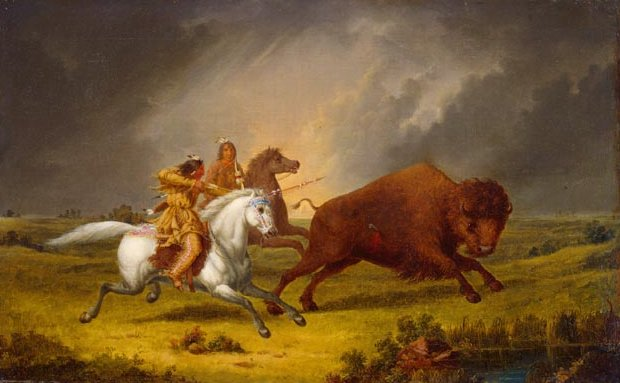
《阿西尼玻人捕猎野牛》，作于1851–56年

实际上，凯恩经常从他的几幅写生作品中为他的油画虚构出一些场景。他的油画作品《圣海伦火山爆发》（Mount St. Helens erupting）展现了一个壮观的火山喷发的画面，但是从他的旅行日记和写生作品来看，在他旅行期间，圣海伦火山只是轻微地冒烟而已。（火山实际上在他旅行三年前爆发。）在其它作品里，他将不同时间和地点画的河流的写生结合到一幅油画中，描绘出实际上并不存在的风景。
凯恩作画的主要手法是经典的欧洲风格，由于经济的原因，他的作品也融入了欧洲美术常见的做作的手法。他需要出售这些画作来维持生活，他的主顾不希望用直接复制素描的油画来装饰他们的家，而是希望那些画更漂亮，更贴近当时流行欧洲大部分作品的风格。
在凯恩的作品为国会画的12幅作品中的《阿西尼玻人捕猎野牛》（Assiniboine hunting buffalo）里，这种修饰的意图非常明显。画中的马更像阿拉伯马而不是印第安马，这幅画也因此受到了批评。这幅画的构图是基于1816年意大利的一副雕刻，展现出两个罗马人在捕猎公牛的场景。1877年，尼古拉斯·弗勒德·达文指出了两者的差别，“画中印第安马其实是希腊马，小山的色调运用象早期欧洲的风景画。”劳伦斯·J·伯比在1925年凯恩的游记再版时指出，“写生反映的是真实的原始的西部生活，从某种方面来说是艺术的无价之宝。”
凯恩被认为是加拿大最重要的艺术家。他为国会创作的油画目前还保留了11幅，1955年被加拿大国家美术馆收藏。而爱伦收藏的大量作品于1903年被埃德蒙·博伊德·奥斯勒购买，并于1912年捐赠给皇家安大略博物館。1957年，凯恩的孙子小保罗·凯恩将凯恩的229幅写生作品以10万美金的价格卖给斯塔克艺术博物馆。

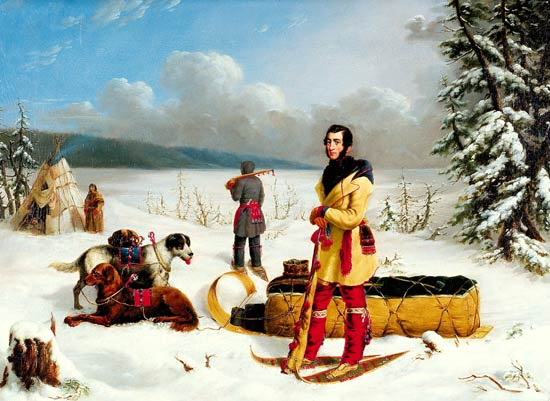
《约翰·亨利·勒弗罗伊画像》，也称为《西北景色》，大概作于1845年

他为英国人勘测员约翰·亨利·勒弗罗伊的所做的画像被英国勒弗罗伊家收藏，在2002年2月5日在多伦多索斯比拍卖行举行的一场拍卖会上被加拿大亿万富翁肯尼思·汤姆森以500万加元拍得，创下纪录。 汤姆森将这幅画作为其收藏的一部分，捐赠给安大略美术馆。卡尔加里的格林堡博物馆有一幅该画的复制品，被认为是凯恩的太太哈丽特·克伦奇所作。 2004年11月22日，索斯比拍卖行拍卖了凯恩的另一幅油画《温尼伯河畔的营地》（Encampment, Winnipeg River）只拍出了170万加元，没有达到预计的250万加元而流拍。
凯恩的旅行笔记，1859年在伦敦首次出版后，在20世纪数次再版。1986年，道金斯认为凯恩的作品主要基于他的旅行见闻，但是在他的油画中体现出帝国主义甚至种族偏见。 在艺术历史学家中，这种观点尚有争议。凯恩原始的旅行笔记中，并没有包括任何轻蔑的判断。麦克拉伦认为凯恩笔记的风格和出版文字风格有很大的区别，因此该书在出版时很可能被别人大幅度修改甚至重写成维多利亚女王时代流行的旅行笔记风格，因而很难得出艺术家本人有种族偏见的结论。

## 影响
作为加拿大最早的可以依靠作品生活的画家之一，凯恩为后来的艺术家创造了一个先例。他的旅行影响了其它的艺术家开始相似的旅行，如弗雷德里克·阿瑟·弗纳。根据哈珀的研究，卢修斯·理查德·奥布赖恩的早期作品也受凯恩影响。 在凯恩1848年展览的素描中，包括155幅水彩和85幅油彩，创新了艺术的类型，也给了威廉·克雷斯韦尔和丹尼尔·福勒以启发，他们以水彩画作品维持生活。
1848年的素描展览和1852年的油画展览都获得了极大的成功，被多家报纸报道。 凯恩是他那个时代上加拿大最杰出的画家。在1850年代他的作品是最优秀的，他经常参加展览并且屡次获奖。
凯恩是最早穿越加拿大西部的遊客之一。由于他的素描和油画以及他的旅行笔记，上加拿大和下加拿大的人开始第一次将目光投向西部土著人的生活方式。凯恩希望记录和描绘他的西行体验──包括风景，人物和他们使用的工具。开始人们更多地关注他的油画和笔记，并使他闻名于全球。20世纪后，他的写生素描作品的价值才被大众所再度发现。

### 引用
1. ↑  加拿大虛擬博物館CyberMuse[]
2. ↑  James, M，《保罗·凯恩-流浪的艺术家1810年-1871年》（Paul Kane-Wandering Frontier Artist 1810-1871），Canada Heirloom Series Vol. 5,第266-271页，Heirloom Publishing Inc., North Mississauga, Ontario, 1996. ISBN 0-9694247-3-6。
3. ↑  Reid, D.，《加拿大绘画简史》（A Concise History of Canadian Painting），第二版，第50-58页， Oxford University Press, 1988; ISBN 0-19-540664-8。(第一版出版于1979年)
4. 1 2 3  皇家安大略博物館：《Paul Kane: Land Study, Studio View》 （页面存档备份，存于），于2007年7月27日查阅。
5. ↑  互联网档案馆（Wayback Machine）： 保罗·凯恩生平、 保罗·凯恩1845年-1848年旅行、保罗·凯恩1848年展览（包括报纸反响）、作品集，于1007年7月27日查阅。
6. 1 2  John Russell Harper， 《保罗·凯恩》（Paul Kane） （页面存档备份，存于），《加拿大人物百科》（Dictionary of Canadian Biography），多伦多大学出版社，1971年出版，于2007年7月27日查阅。
7. ↑  Eaton, D.; Urbanek, S，《保罗·凯恩伟大的西北部之行》（Paul Kane's Great Nor-West），英属哥伦比亚大学出版社，温哥华，1995年，ISBN 0-7748-0538-2。
8. ↑  Garvin, J. W. (ed)，《一个艺术家的旅行：和北美印第安人在一起》（Wanderings of an Artist: Among the Indians of North America），The Radisson Socienty of Canada Ltd，多伦多，1925年。该书为凯恩1859年游记的再版，John W. Garvin为此书作序，Lawrence J. Burpee为作品做评点。1996年由丹佛出版社再版，ISBN 0-486-29031-X。
9. 1 2  MacLaren, I. S.: 《保罗·凯恩家族出售写生作品》（Paul Kane goes South: The sale of the family's collection of field sketches）[]，《加拿大研究期刊》，1997年夏天发行，2007年7月30日查阅。
10. ↑  CTV电视网：《汤姆森家族购买1.17亿美金油画》（Thomson family buyer of $117-million painting） （页面存档备份，存于），2002年7月13日播出，文末提到了保罗·凯恩的画作，2007年7月30日查阅。
11. ↑  《缅因古董杂志》2002年5月 （页面存档备份，存于），2007年7月30日查阅。
12. ↑  Stofmann, J，《保罗·凯恩的杰作创下加拿大艺术品新记录》（A rare painting by Paul Kane sets a new record for Canadian Art） （页面存档备份，存于），Toronto Star，2006年2月26日发表，2007年7月30日查阅。
13. ↑  CTV电视网：《保罗·凯恩油画只拍到170万加元》（Bidding stalls at $1.7M for Paul Kane painting （页面存档备份，存于）, CTV News，2002年7月13日播出，2007年7月30日查阅。
14. ↑  Dawkins, H，《保罗·凯恩和他眼中的势力：加拿大艺术的种族主义》（Paul Kane and the Eye of Power: Racism in Canadian Art） （页面存档备份，存于），Vanguard 15(4)，1986年9月出版，2007年7月30日查阅。
15. ↑  MacLaren, I. S，《创造旅行文学：保罗·凯恩案例》（Creating Travel Literature: The Case of Paul Kane），1988年Bibliographical Society of Canada  27论文 ，第80-95页。
16. ↑  Harper, J. R，《上加拿大省展览会艺术家研究：安大略画家1847年-1867年》（A Study of Art at the Upper Canada Provincial Exhibitions: Ontario Painters 1846-1867） （页面存档备份，存于），加拿大国家美术馆，2007年7月30日查阅。
17. ↑  Bessai, J.，《保罗·凯恩：艺术家和冒险家》（Paul Kane: Artist and Adventurer） （页面存档备份，存于），2007年7月30日查阅。

### 书籍
- Harper, J. R. (ed.)，《保罗·凯恩的新领域》（Paul Kane's Frontier），德州大学出版社，奥斯汀，1971年。ISBN 0-292-70110-1

### 期刊文章
- MacLaren, I. S，"I came to rite thare portraits": Paul Kane's Journal of His Western Travels, 1846-1848, American Art Journal 21(2)，1989年。

### 网页
- Bosley, A，《现实的画笔》（A Brush with Reality）[]，Ottawa Citizen，2002年4月21日发表。